# Президентские выборы в Румынии (2024)
Президентские выборы в Румынии прошли 24 ноября 2024 года. Второй тур должен был состояться 8 декабря, поскольку ни один из кандидатов не набрал абсолютного большинства в первом туре, а следующие президентские выборы должны были состояться в конце 2029 года, однако 6 декабря Конституционный суд аннулировал итоги первого тура после того, как президент Йоханнис рассекретил информацию об обвинении со стороны иностранного вмешательства. Повторные президентские выборы были назначены на 4 мая 2025 года.
Это девятые президентские выборы в истории послереволюционной Румынии. Поскольку Конституция Румынии позволяет переизбирать президента только один раз, действующий президент Клаус Йоханнис, впервые избранный в 2014 году, а затем переизбранный в 2019 году, не имеет права на переизбрание. Его второй (и последний) срок официально должен был закончиться в декабре 2024 года.
В первом туре ультраправый Кэлин Джорджеску и правоцентристский политик Елена Ласкони прошли во второй тур голосования. Это был первый раз с 2000 года, когда националистический кандидат прошёл во второй тур вместо «Национал-либералов» или кандидата от ныне несуществующей «Демократической либеральной партии». Это также первый случай в посткоммунистический период, когда «Социал-демократы» не смогли выйти во второй тур.

## Предыстория
После консультаций с различными парламентскими группами правительство премьер-министра Марчела Чолаку объявило 4 июля 2024 года, что президентские выборы состоятся позднее в том же году 24 ноября (первый тур) и 8 декабря (при необходимости — второй тур). Оно также назначило парламентские выборы на 1 декабря.
Тем не менее, существовало предположение, что предстоящие президентские выборы в Румынии могли состояться раньше срока, если бы действующий президент Клаус Йоханнис был выдвинут на пост генерального секретаря НАТО и что он принял бы эту кандидатуру в то же время. В таком случае выборы, скорее всего, были бы назначены на 2023 год. Однако в конечном итоге этого не произошло, поскольку бывший премьер-министр Нидерландов Марк Рютте был выбран на место действующего генерального секретаря Йенса Столтенберга.

### Первый тур

Средняя кривая опросов о предпочтениях кандидатов в президенты Румынии:

## Поддержка во втором туре
| Кандидат | Кандидат            | Результат в первом туре | Поддержал(а)                 | Поддержал(а)                 |
| -------- | ------------------- | ----------------------- | ---------------------------- | ---------------------------- |
|          | Йон-Марчел Чолаку   | 1 769 760 (19,15 %)     |                              | Елена Ласкони                |
|          | Джордже Симион      | 1 281 325 (13,86 %)     |                              | Кэлин Джорджеску             |
|          | Николае Чукэ        | 811 952 (8,79 %)        |                              | Елена Ласкони                |
|          | Мирча Джоанэ        | 583 898 (6,32 %)        |                              | Елена Ласкони                |
|          | Хунор Клемен        | 416 353 (4,50 %)        |                              | Елена Ласкони                |
|          | Кристиан Диаконеску | 286 842 (3,10 %)        |                              | Елена Ласкони                |
|          | Кристиан Тержеш     | 95 782 (1,04 %)         | Отказ поддерживать кого-либо | Отказ поддерживать кого-либо |
|          | Ана Бирчал          | 42 853 (0,46 %)         | Отказ поддерживать кого-либо | Отказ поддерживать кого-либо |
|          | Людовик Орбан       | 20 089 (0,22 %)         |                              | Елена Ласкони                |
|          | Себастьян Попеску   | 14 683 (0,16 %)         | Отказ поддерживать кого-либо | Отказ поддерживать кого-либо |
|          | Александра Пакурару | 14 502 (0,16 %)         |                              | Кэлин Джорджеску             |
|          | Сильвиу Предойу     | 11 246 (0,12 %)         | Отказ поддерживать кого-либо | Отказ поддерживать кого-либо |

## Опросы общественного мнения

### Второй тур
| Опрос провёл | Даты                | Выборка (чел.) | Кэлин Джорджеску Нез. | Елена Ласкони ССР          |       |      |      |
| ------------ | ------------------- | -------------- | --------------------- | -------------------------- | ----- | ---- | ---- |
| Опрос провёл | Даты                | Выборка (чел.) | AtlasIntel            | 28 ноября — 5 декабря 2024 | 5 505 | 46,4 | 48,6 |
| AtlasIntel   | 1-4 декабря 2024    | 2 116          | 47,0                  | 43,8                       |       |      |      |
| Curs         | 1 декабря 2024      | 24 629         | 57,8                  | 42,2                       |       |      |      |
| AtlasIntel   | 26 — 28 ноября 2024 | 2 116          | 45,3                  | 47,5                       |       |      |      |

## Результаты
| Кандидаты                                        | Кандидаты                            | Партия                                       | Первый тур (аннулирован) | Первый тур (аннулирован) |
| Кандидаты                                        | Кандидаты                            | Партия                                       | Голоса                   | %                        |
| ------------------------------------------------ | ------------------------------------ | -------------------------------------------- | ------------------------ | ------------------------ |
|                                                  | Кэлин Джорджеску                     | Независимый                                  | 2 120 401                | 22,94                    |
|                                                  | Елена Ласкони                        | Союз спасения Румынии                        | 1 772 500                | 19,17                    |
|                                                  | Йон-Марчел Чолаку                    | Социал-демократическая партия                | 1 769 760                | 19,14                    |
|                                                  | Джордже Симион                       | Альянс за союз румын                         | 1 281 325                | 13,86                    |
|                                                  | Николае Чукэ                         | Национальная либеральная партия              | 811 952                  | 8,78                     |
|                                                  | Мирча Джоанэ                         | Независимый (Румыния возрождается)           | 583 898                  | 6,31                     |
|                                                  | Хунор Келемен                        | Демократический союз венгров Румынии         | 416 353                  | 4,50                     |
|                                                  | Кристиан Диаконеску                  | Независимый                                  | 286 842                  | 3,10                     |
|                                                  | Кристиан Тержеш                      | Румынская национальная консервативная партия | 95 782                   | 1,03                     |
|                                                  | Ана Бирчал                           | Независимый                                  | 42 853                   | 0,46                     |
|                                                  | Людовик Орбан                        | Силы правых                                  | 20 089                   | 0,21                     |
|                                                  | Себастьян Попеску                    | Новая Румыния                                | 14 683                   | 0,15                     |
|                                                  | Александра Пакурару                  | Альтернатива национальному достоинству       | 14 502                   | 0,15                     |
|                                                  | Сильвиу Предойу                      | Партия национальной лиги действий            | 11 246                   | 0,12                     |
| Всего                                            | Всего                                | Всего                                        | 9 242 186                | 100                      |
|                                                  |                                      |                                              |                          |                          |
| Действительных бюллетеней                        | Действительных бюллетеней            | Действительных бюллетеней                    | 9 242 186                | 97,64                    |
| Недействительных/пустых бюллетеней               | Недействительных/пустых бюллетеней   | Недействительных/пустых бюллетеней           | 223 071                  | 2,36                     |
| Всего бюллетеней                                 | Всего бюллетеней                     | Всего бюллетеней                             | 9 465 257                | 100                      |
| Зарегистрированных избирателей/ Явка             | Зарегистрированных избирателей/ Явка | Зарегистрированных избирателей/ Явка         | 18 008 480               | 52,56                    |
| Источник: Постоянный избирательный орган Румынии |                                      |                                              |                          |                          |

## Последствия

### Политические
После неудачной попытки пройти во второй тур Йон-Марчел Чолаку объявил о своей отставке с поста лидера «Социал-демократической партии» 25 ноября. Он пообещал остаться на посту премьер-министра до тех пор, пока не будет сформировано новое правительство после парламентских выборов 1 декабря. В конечном итоге ему был дан вотум доверия и после парламентских выборов он был вновь выдвинут на должность премьер-министра для формирования нового правительства.

### Иностранное вмешательство
На фоне обсуждения роли социальных сетей в победе в первом туре Кэлина Джорджеску, премьер-министр Чолаку призвал пересмотреть финансирование кампании Джорджеску через TikTok, в то время как депутат Европарламента и лидер фракции «Обновляя Европу» Валери Хайер призвала генерального директора TikTok Чжоу Шоуцзы ответить на вопросы о роли платформы в выборах перед Европейским парламентом, сославшись на Закон о цифровых услугах. Национальный совет по аудиовизуальным услугам Румынии также призвал Европейскую комиссию расследовать роль Tiktok в выборах, в то время как национальный регулятор телекоммуникаций Ancom призвал приостановить деятельность Tiktok в рамках расследования избирательных манипуляций. Президент Румынии Клаус Йоханнис также обвинил TikTok в том, что он не отметил аккаунт Джорджеску как аккаунт политического кандидата. Впоследствии TikTok отрицал, что поддерживает Джорджеску. Протесты против Джорджеску также вспыхнули в Бухаресте и нескольких других городах Румынии. Анализ, проведённый румынским новостным агентством G4 Media, показал, что Джорджеску установил «пропагандистскую машину», используя тысячи предполагаемых «добровольцев» для распространения своих предвыборных сообщений, добавив, что те, кто участвовал, получали готовые материалы в Telegram, которые можно было легко разместить в качестве комментариев на TikTok и других платформах.
27 ноября два второстепенных кандидата, Себастьян Попеску и Кристиан Тержеш, подали ходатайства в Конституционный суд Румынии об аннулировании результатов первого тура выборов. 28 ноября суд единогласно постановил пересчитать все бюллетени, поданные в первом туре. В своих обращениях Тержеш обвинил «Союз спасения Румынии» в нарушении избирательного закона путём проведения агитации среди избирателей диаспоры в день голосования и утверждал, что голоса, отданные за Людовика Орбана, были переданы Елене Ласкони. Попеску обвинил Кэлина Джорджеску, который заявил о нулевых расходах на кампанию, в нераскрытии финансирования, связанного с TikTok. Постоянный избирательный орган позже заявил, что отсканированные отчёты должны были быть предоставлены к 1 декабря, а оригиналы бюллетеней — к 3 декабря. Кроме того, был созван Высший совет национальной обороны, который призвал провести расследование предполагаемых атак на избирательную инфраструктуру и подозрений в незаконной агитации со стороны Кэлина Джорджеску. Сам Джорджеску отверг обвинения против него, в то время как Ласкони раскритиковала пересчёт голосов и призвала Постоянный избирательный орган вести процесс «мудро».
4 декабря представители TikTok сообщили Комитету Европейского парламента по внутреннему рынку и защите прав потребителей, что с сентября платформа удалила «66 000 фальшивых аккаунтов и множество фальшивых подписчиков», нацеленных на румынскую аудиторию.
Перед вторым туром 5 декабря силы безопасности Румынии попросили президента Клауса Йоханниса обнародовать пять секретных отчётов, свидетельствующих об иностранном вмешательстве, которое обеспечило победу ультраправому кандидату в первом туре. Так, сеть аккаунтов в TikTok, практически бездействовавшая с момента её запуска в 2016 году, была активирована за две недели до выборов. Румынская разведывательная служба сообщила, что на кампанию по поддержке кандидатуры Джорджеску было потрачено около 1 миллиона евро, причем за репост платили до 950 евро. Сам TikTok признал, что на прошлой неделе получил от этого человека 362 500 евро. При этом сам Джорджеску ранее заявлял, что не потратил ни одного евро на свою кампанию. Данные факты могут привести к выдвижению обвинения против него в незаконном финансировании кампании.

### Аннулирование результатов выборов
2 декабря Конституционный суд единогласно постановил подтвердить результаты первого тура и поддержал организацию второго тура 8 декабря между Джорджеску и Ласкони. Однако 6 декабря суд отменил своё решение и аннулировал результаты выборов после того, как президент Йоханнис разрешил рассекретить информацию об обвинении со стороны иностранного вмешательства.
В ответ Марчел Чолаку назвал аннулирование «единственно правильным решением». Иностранное вмешательство в выборы широко освещалось, и включало в себя спонсируемые государством кибератаки, а отмена результатов выборов в The Washington Post была описана как «чрезвычайный шаг». Елена Ласкони осудила отмену, назвав её «незаконной [и] безнравственной» и заявив, что она «уничтожает саму суть демократии», в то время как занявший четвёртое место Джордже Симион назвал аннулирование «государственным переворотом в полном разгаре», но выступил против уличных протестов. Отмена итогов первого тура также вынудила остановить предварительное голосование на 951 зарубежном избирательном участке, которое открылось 6 декабря. К 15:00 6 декабря проголосовало 33 000 человек из румынской диаспоры.
7 декабря прокуроры провели обыски по всей стране в рамках расследования финансирования предвыборной кампании одного из кандидатов. Следователи заявили, что для финансирования кампании использовалась схема отмывания денег. Хотя имя кандидата не было раскрыто, сообщалось, что целью обысков стали Джорджеску и его предвыборный штаб.
В день отмененного второго тура выборов Джорджеску и около 100 его сторонников устроили протест у избирательного участка в Бухаресте, требуя проведения голосования. Партия «Альянс за союз румын» (AUR), поддерживавшая Джорджеску, также запустила онлайн-петицию с призывом обеспечить свободные выборы. После аннулирования президентских выборов новое правительство, сформированное по итогам парламентских выборов 1 декабря 2024 года, должно назначить новые даты голосования. Президент Национальной либеральной партии (PNL) Илие Болоджан заявил, что повторные выборы, вероятно, состоятся либо до Пасхи (в конце марта — начале апреля), либо после Пасхи в мае.
17 декабря Европейская комиссия объявила о начале расследования в отношении TikTok из-за вмешательства в выборы.
21 декабря политический журнал Politico Europe сообщил, что проевропейская PNL финансировала общую политическую кампанию, хештеги которой затем использовались для продвижения Джорджеску.
12 января 2025 года десятки тысяч человек вышли на протест в Бухаресте против аннулирования выборов.
Некоторые румынские политики поддержали участие Джорджеску в новых президентских выборах в мае 2025 года. Бывший лидер либералов Крин Антонеску заявил: «Речь идет не только о [Джорджеску] или его заявлениях, но и о более широкой теме — доверии общества к справедливости и надежности демократической системы, в частности выборов».
21 января Европейский суд по правам человека отклонил апелляцию Джорджеску об отмене аннулирования выборов, заявив, что не имеет юрисдикции по этому делу.
На Мюнхенской конференции по безопасности 2025 года вице-президент США Джей Ди Вэнс раскритиковал аннулирование выборов, заявив: «Если вашу демократию можно разрушить с помощью нескольких сотен тысяч долларов на цифровую рекламу из-за рубежа, значит, она с самого начала не была очень прочной». Он отметил, что румынские суды приняли решение об аннулировании выборов под давлением «надуманных подозрений со стороны разведывательного агентства и огромного давления со стороны континентальных соседей» (имеется в виду Румынская служба информации).